# Ескін Євген Йосипович
Євген Йосипович Ескін (нар. 19 травня 1938) — український радянський діяч, секретар парткому Ждановського (Маріупольського) металургійного заводу «Азовсталь» імені Серго Орджонікідзе Донецької області. Член ЦК КПУ в 1981—1986 р.

## Життєпис
Освіта вища. Член КПРС.
У 1970-х—1980-х рр. — секретар партійного комітету КПУ Ждановського (Маріупольського) металургійного заводу «Азовсталь» імені Серго Орджонікідзе Донецької області.
Потім — на пенсії у місті Маріуполі Донецької області. 

## Нагороди
- ордени
- медалі